# Bragança Paulista
Bragança Paulista, amtlich portugiesisch Município da Estância Climática de Bragança Paulista, ist eine Stadt im brasilianischen Bundesstaat São Paulo, knapp 70 Kilometer nördlich der Hauptstadt São Paulo gelegen.
Die 1856 gegründete Gemeinde hat zum 1. Juli 2021 geschätzt 172.346 Einwohner auf einer Fläche von 514 km², woraus sich eine Bevölkerungsdichte von 280 Personen pro Quadratkilometer errechnet. Bragança Paulista hat seit 1964 den Status eines Luftkurortes, einer Estância climática. Die Gemeinde gab sich erst 1944 den Beinamen Paulista, um sich von einer gleichnamigen Gemeinde im Bundesstaat Pará zu unterscheiden.

## Geographie
Die höchste Erhebung auf dem Gemeindegebiet ist der Pico do Lopo mit 1700 Metern.

## Klima
Bragança Paulista hat ein tropisches Höhenklima mit einer Durchschnittstemperatur von 22 °C. Die durchschnittliche jährliche Niederschlagsmenge beträgt 1600 mm.

## Kommunalverwaltung
Bei der Kommunalwahl 2020 wurde Jesus Abi Chedid von den Democratas (DEM) zum Stadtpräfekten wiedergewählt. Im Jahr 2022 starb er 83-jährig, sein Nachfolger wurde Amauri Sodré, Mitglied der União Brasil.

## Kultur
Das Amüsierviertel der Stadt liegt am Lago Taboão, einem See mitten im Stadtgebiet. Bragança Paulista ist auch bekannt für seine Würste.

## Sport
Der Fußballklub der Stadt, Red Bull Bragantino, wurde 1990 Staatsmeister von São Paulo und 1991 Vizemeister von Brasilien. Er spielt im vereinseigenen Stadion Estádio Nabi Abi Chedid.

## Bistum
Das Bistum Bragança Paulista wurde am 24. Juli 1925 durch Papst Pius XI. errichtet. Bischofskirche ist die 1977 fertiggestellte Kathedrale Nossa Senhora da Conceição, die einen mehrmals veränderten Vorgängerbau von 1765 ersetzte.

## Söhne und Töchter
- Luís Gonzaga Peluso (1907–1993), brasilianischer Geistlicher, Bischof von Cachoeiro de Itapemirim

## Nachweise
1. 1 2 3  IGBE: Bragança Paulista – Panorama. Abgerufen am 3. Juli 2022 (brasilianisches Portugiesisch).
2. ↑  IBGE: Bragança Paulista – História. In: gov.br. Abgerufen am 29. September 2018 (brasilianisches Portugiesisch).
3. ↑  Jesus Chedid, prefeito de Bragança Paulista, morre aos 83 anos. In: globo.com. G1, 2. Juni 2022, abgerufen am 3. Juli 2022 (brasilianisches Portugiesisch).
4. ↑  Diözese Bragança Paulista – Sé Catedral. Abgerufen am 5. August 2017 (brasilianisches Portugiesisch).